# AXA Center
AXA Center é um arranha-céu, actualmente é o 149º arranha-céu mais alto do mundo, com 229 metros (752 ft). Edificado na cidade de Nova Iorque, Estados Unidos, foi concluído em 1986 com 54 andares.